# Хишувка
Хишувка (пол. Chyszówka) — гірський потік в Польщі, у Лімановському повіті Малопольського воєводства. Права притока Лососіни, (басейн Балтійського моря).

## Опис
Довжина річки приблизно 5 км, найкоротша відстань між витоком і гирлом — 3,54  км, коефіцієнт звивистості річки — 1,42 . Гірський потік розташований у Бескиді Вишповий.

## Розташування
Бере початок на північно-західних схилах хребта Могелиці (1170,2 м) у ландшафтному заказнику Могелиця на висоті приблизно 1000 м над рівнем моря (гміна Добра). Тече переважно на північний захід через село Хишувкі і у селі Юркув впадає у річку Лососіну, ліву притоку Дунайця.

## Цікаві факти
- Біля витоку потоку розташовані Хрест на Могелиці[2] та Вежа огляду на Могелиці.[3]
- Навколо потоку розташовані туристичні шляхи, яки на мапі туристичній значаться кольорами: синім (Вежа огляду на Могелиці — Юркув); зеленим (Вежа огляду на Могелиці — Висьнікувка — Лапень (961 м) — Добра).[3]